# Parafia św. Anny w Nowym Mieście
Parafia pw. św. Anny w Nowym Mieście – parafia rzymskokatolicka należąca do dekanatu nasielskiego, diecezji płockiej, metropolii warszawskiej.
Została erygowana w 1388 roku. Kościołem parafialnym jest kościół pw. Świętej Trójcy zbudowany około 1471.